# Ursula Bloom
Ursula Bloom, angleška pisateljica, * 11. december 1892, Springfield, Chelmsford, Essex, † 1984.

## Življenjepis
Svojo prvo knjigo je Bloomova napisala pri sedmih letih, njen vzornik pa je bil skozi celo življenje Charles Dickens. Vsa njegova dela je prvič prebrala preden je bila stara deset let. V življenju je napisala preko 500 knjig, kar jo je uvrstilo v Guinnessovo knjigo rekordov. Ustvarjala je poda raznimi psevdonim, med katerimi so Sheila Burns, Mary Essex, Rachel Harvey, Deborah Mann, Lozania Prole in Sara Sloane.  Pogosto se je pojavljala na angleški televiziji, svoje novinarske izkušnje pa je opisala v knjigi The Mightier Sword.